# Resurrected (Witchfinder General)
Resurrected è un album studio del gruppo musicale britannico Witchfinder General, pubblicato nel 2008.

## Tracce
1. The Living Hell – 7:50
2. The Gift of Life – 5:47
3. Final Justice – 4:20
4. Bryn-Y-Mor – 2:18
5. Brutal Existence – 5:15
6. Euthanasia – 5:25
7. A Night to Remember – 4:28
8. The Funeral/Beyond the Grave – 7:03

## Formazione
- Phil Cope - chitarra
- Dermot Redmond - batteria
- Rod Hawkes - basso
- Gary Martin - voce